# Gilbert Scodeller
Gilbert Scodeller (Saint-Laurent-Blangy, 10 de juny de 1931 - Arràs, 13 d'abril de 1989) va ser un ciclista francès que fou professional entre 1951 i 1961. Durant la seva carrera professional aconseguí 22 victòries, sent la més destacada la París-Tours de 1954.

## Palmarès
- 1952
  - 1r a la París-Valenciennes
- 1953
  - 1r a Berlin
  - 1r a Saint-Omer
  - Vencedor d'una etapa del Tour de la Manche
- 1954
  - 1r a la París-Tours
  - 1r a la París-Valenciennes
  - 1r a Boussois
  - 1r al Circuit de Pévèle
  - 1r a La Fère
  - Vencedor d'una etapa del Tour de Champagne
- 1955
  - 1r a Ferrière-la-Grande
  - 1r a Jeumont
  - 1r a Plonéour-Lavern
  - 1r a Arràs
- 1956
  - 1r del Tour de Pircardia
  - 1r a Ferrière-la-Grande
- 1958
  - 1r al Tour de l'Oest
- 1959
  - 1r al Circuit d'Aquitaine
  - 1r a Saint-Omer
- 1960
  - 1r al Circuit de Vienne
  - Vencedor d'una etapa del Tour de Champagne
- 1961
  - 1r a Antibes

### Resultats al Tour de França
- 1954. Abandona (3a etapa)
- 1955. Abandona (16a etapa)
- 1956. Abandona (20a etapa)

### Resultats al Giro d'Itàlia
- 1958. 75è de la classificació general